# Lonchocarpus patens
Lonchocarpus patens är en ärtväxtart som beskrevs av Ignatz Urban. Lonchocarpus patens ingår i släktet Lonchocarpus och familjen ärtväxter. Inga underarter finns listade i Catalogue of Life.